# 2-硫脲嘧啶
2-硫脲嘧啶（英語：2-Thiouracil）是一种尿嘧啶类似物，其2号位的氧原子被硫原子取代，曾用于治疗弥漫性毒性甲状腺肿。